# .ly
‎.ly‏دامنه اینترنتی اختصاص داده شده به کشور لیبی است.